# دنبوری (آیووا)
دنبوری (به انگلیسی: Danbury) شهری در ایالت آیووا کشور ایالات متحده آمریکا است که جمعیت آن در سرشماری سال ۲۰۱۰ میلادی، ۳۴۸ نفر بوده‌است.